# Бовски водопад
Бовският водопад, известен още като „Под камико“, е двоен водопад, който се намира в Искърското дефиле, Западна Стара планина.
Водопадът е разположен по поречието на река Бовска в село Бов. До него се достига на изток през Гара Бов и река Искър.
Височината на всеки един от падовете му (ляв и десен) е около 20 метра. При пълноводие водопадът може да стане и троен.
През 2012 г. до водопада е изградена екопътека „Под камико“, която следва начупената и скалиста долина на река Бовска.

## Галерия
- Десният водопад
- Левият водопад
- Под левия водопад
- Къща над водопада